# معركة عبور الرون
وقعت  معركة عبور الرون  أثناء الحرب البونيقية الثانية. في خريف عام 218 ق.م، عندما قرر الجيش القرطاجي بقيادة حنبعل غزو إيطاليا عبر جبال الألب قادمين من هسبانيا، وأثناء مرورهم في بلاد الغال إعترضتهم قبيلة «فولكاي» وهي إحدي قبائل بلاد الغال الموالية للرومان على الضفة الشرقية لنهر الرون بالقرب من موقع مدينة «أورانج» الفرنسية الآن. كان هدف تلك القبيلة هو منع القرطاجيين من عبور نهر الرون ومن ثم غزو إيطاليا.
قبل عبور النهر أرسل حنبعل كتيبة من جنوده تحت قيادة هانو بن بوملقار عكس مجرى النهر، والتي عبرت للضفة المقابلة، وتمركزت في موقع خلف موقع قبيلة «فولكاي». قاد حنبعل جيشه وعبر النهر بعدما أرسل هانو له إشارات دخان تعني أنه أعد الكمين في الموقع الذي إتفقا عليه. عندما احتشدت قوات «فولكاي» لاعتراض جيش حنبعل الذي يعبر النهر، هاجمهم هانو من خلفهم وطوّق قواتهم.
على الرغم من أن المعركة لم تكن ضد الجيش الروماني، إلا أن نتيجة المعركة كانت ذات أثر عميق على الحرب. فلو كانت المعركة منعت القرطاجيين من عبور نهر الرون، لما كان غزو إيطاليا في عام 218 ق.م، قد وقع. كانت هذه المعركة أول معركة رئيسية يخوضها حنبعل خارج شبه الجزيرة الأيبيرية.

## ما قبل المعركة
في مايو عام 218 ق.م، غادر حنبعل مدينة قرطاجنة الأيبيرية، مقسماً جيشه إلى 3 مجموعات، وعبر به نهر أبرة ثم قطع المسافة بين هذا النهر وبين جبال البرانس في شهرين. قبل عبور جبال البرانس، ترك حنبعل 11,000 جندي لحراسة المنطقة التي احتلت حديثا، تاركا معهم جميع الأمتعة الثقيلة. استخدم حنبعل الدبلوماسية لمهادنة قبائل بلاد الغال التي وراء جبال البرانس، وهكذا لم تعترض مسيرته حتى وصل القرطاجيون إلى أراضي قبيلة «فولكاي» على ضفاف نهر الرون في سبتمبر من نفس العام. في ذلك الوقت، كان جيشه قد تقلص عدده إلى 38,000 جندي و 8,000 فارس. بعد وصوله إلى الضفة الغربية للنهر، قرر حنبعل الراحة لمدة ثلاثة أيام. جمع القرطاجيون القوارب استعداداً لعبور النهر. على الرغم من أن قبيلة فولكاي كانت تسكن على ضفتي النهر، إلا أنهم تراجعوا إلى الضفة الشرقية، منتظرين عبور القرطاجيون.
أرسل حنبعل هانو بن بوملقار على رأس قوة تتكون من المشاة والفرسان في الليلة الثالثة، شمال عكس مجرى النهر تحت جنح الظلام لايجاد مكان آخر مناسب للعبور. وبقيادة دلائل محليين، وجد هانو معبر عند جزيرة نهرية على بعد 25 ميلاً إلى الشمال من المعسكر القرطاجي، وعبروا النهر في الخفاء بمساعدة طوافات بنيت على عجل. ارتاحت هذه المجموعة ليوم واحد ثم انتقلوا جنوباً في الليلة التالية ووصلوا إلي وراء معسكر فولكاي عند الفجر.

## المعركة
أرسل هانو إشارات لحنبعل باستخدام الدخان، فبدأ الجيش القرطاجي في عبور النهر (الذي يبلغ عرضه نحو 90 متراً). وكانت القوارب تحمل الفرسان النوميديين نحو منبع النهر، بينما عبرت قوات المشاة المحمولة في القوارب. بعض الجنود عبروا النهر سباحة. وكان حنبعل نفسه من بين أول من عبر، وبقية الجيش القرطاجي المتجمع على الضفة الغربية يشجعزن زملائهم وينتظرون دورهم للمرور.
وعندما رأى الغاليين القوارب تعبر النهر، احتشدوا على ضفة النهر الشرقية لاعتراض القرطاجيين. وسرعان ما بدأت المعركة على الشاطئ الشرقي واستطاع القرطاجيون أن يوجدوا لأنفسم موضع قدم على الضفة الشرقية للنهر. وفي الوقت نفسه، أرسل هانو جزءاً من قواته لإضرام النار في معسكر قبيلة «فولكاي»، وقامت بقية قواته بمهاجمة الجيش الغاليّ في القلب. بعدما رأوا المعسكر يشتعل حاول بعض الغاليون العودة للدفاع عن المعسكر، في حين قرر البعض الفرار. وسرعان ما تفرق الغاليون ودحروا.

## النتائج
بعد المعركة، عبر غالبية الجيش القرطاجي النهر في نفس يوم المعركة باستخدام القوارب والأطواف. وفي اليوم التالي، عبرت الفيلة. وواصل جيش حنبعل زحفه نحو شمال إيطاليا.